# Rock and Roll Over Tour
Rock and Roll Over Tour är Kiss femte turné. Den genomfördes 1976.

## Spellista
1. Detroit Rock City
2. Take Me
3. Let Me Go, Rock ’n Roll
4. Ladies Room
5. Firehouse
6. Makin’ Love
7. Cold Gin (inkl. gitarrsolo)
8. Do You Love Me
9. Nothin’ To Lose
10. Bas-solo/God Of Thunder (inkl. Bas-solo/trumsolo)
11. I Want You
12. Rock And Roll All Nite
13. Shout It Out Loud
14. Beth
15. Black Diamond

## Medlemmar
- Gene Simmons - sång, elbas
- Paul Stanley - sång, gitarr
- Peter Criss - trummor, sång
- Ace Frehley - gitarr